# Чемпионат Литвы по кёрлингу среди женщин
Чемпионат Литвы по кёрлингу среди женщин (лит. Lietuvos kerlingo čempionatas (moterys), Lietuvos moterų kerlingo čempionatas) — ежегодное соревнование литовских женских команд по кёрлингу. Проводится с 2006 года[уточнить]. Организатором является Ассоциация кёрлинга Литвы (лит. Lietuvos kerlingo asociacija, англ. Lithuanian Curling Association).
Проводится одновременно и на одной арене с чемпионатом Литвы по кёрлингу среди мужчин.
В 2013 чемпионат был «абсолютный», то есть участвовали и мужские, и женские, и смешанные команды.

## Годы и команды-призёры
Составы команд указаны в порядке: четвёртый, третий, второй, первый, запасной, тренер; cкипы выделены полужирным шрифтом.
(если неясно, какой из игроков является скипом, то как скип помечается игрок на четвёртой позиции)
| Год  | Город, даты проведения | Золото | Серебро | Бронза |
| ...  |                        | | | |
| 2013 | Рига 8—11 марта        | Tado Vyskupaičio T-Rink (Вильнюс) Тадас Вискупайтис, Vytis Kulakauskas, Vidas Sadauskas, Laurynas Telksnys                                                              | Arūno Skrolio DeArch/Polido (Вильнюс) Arūnas Skrolis, Paulius Kamarauskas, Piotras Gerasimovičius, Gytis Malinauskas                                                                              | Manto Kulakausko IceProof (Вильнюс) Mantas Kulakauskas, Konstantin Rykov, Roger Gulka, Viačeslavas Pantelejevas                                                  |
| 2014 | Рига 14—16 марта       | Virginijos Paulauskaitės - MOI (Вильнюс) Виргиния Паулаускайте, Rūta Norkienė, Ольга Двоеглазова, Jelena Jefimova                                                       | Justinos Lenortavičiūtės - NS (Вильнюс) Юстина Ленортавичюте, Agnė Valaskevičiūtė, Laurita Stasiūnaitė, Дайна Бароне , запасные: Giedrė Vilčinskaitė, Rūta Romeikienė, тренер: Vygantas Zalieckas | Astos Pukaitės Kajokės - IcyHeads (Каунас) Asta Pūkaitė-Kajokė, Lina Janulevičiūtė, Asta Vaičekonytė, Aurelija Martinkutė                                        |
| 2015 | Рига 12—15 марта       | Virginijos Paulauskaitės - MOI (Вильнюс) Виргиния Паулаускайте, Ольга Двоеглазова, Rasa Abelytė, Rasa Lubarte                                                           | Justinos Lenortavičiūtės - NS NoStress (Вильнюс) Юстина Ленортавичюте, Agnė Valaskevičiūtė, Laurita Stasiūnaitė, Дайна Бароне                                                                     | Gaivos Valatkienės - SLYDIS (Каунас) Gaiva Valatkienė, Eglė Čepulytė-Vaitkevičienė, Gražina Eitutienė, Daiga Gaižutienė, тренер: Виргиния Паулаускайте           |
| 2016 | Рига 10—13 марта       | Virginijos Paulauskaitės Skipas (Вильнюс) Виргиния Паулаускайте, Ольга Двоеглазова, Jelena Jefimova, Rasa Abelytė                                                       | Astos Vaičekonytės - Icy Heads (Каунас) Asta Vaičekonytė, Lina Janulevičiūtė, Rasa Veronika Jasaitienė, Asta Uldukienė                                                                            | Agnės Vyskupaitienės NS (Вильнюс) Agnė Vyskupaitienė, Laurita Stasiūnaitė, Рута Блажене, Mintautė Jurkutė                                                        |
| 2017 | Рига 23—26 марта       | Gaivos Valatkienės - Slydis (Каунас) Gaiva Valatkienė, Gražina Eitutienė, Eglė Čepulytė, Jolanta Šulinskienė, запасной: Juventa Kručienė, тренер: Виргиния Паулаускайте | Virginijos Paulauskaitės - Skipas (Вильнюс) Виргиния Паулаускайте, Ольга Двоеглазова, Rasa Abelytė, Jelena Jefimova                                                                               | Astos Vaičekonytės - Icy Heads (Каунас) Asta Vaičekonytė, Lina Janulevičiūtė, Rasa Veronika Jasaitienė, Asta Uldukienė, запасной: Džeralda Mačiliūnienė          |
| 2018 | Каунас 3—6 мая         | V. Paulauskaitės - Skipas (Вильнюс) Виргиния Паулаускайте, Ольга Двоеглазова, Rasa Abelytė, Юстина Залецкене                                                            | A. Vaičekonytės - Icy Heads (Каунас) Asta Vaičekonytė, Lina Janulevičiūtė, Gražina Eitutienė, Džeralda Mačiliūnienė                                                                               | R. Blažienės (Вильнюс) Рута Блажене, Mintautė Jurkutė, Dovilė Aukštuolytė, Akvilė Rykovė, запасной: Laurita Stasiūnaitė, тренер: Konstantin Rykov                |
| 2019 | Вильнюс 2—5 мая        | Vaičekonytės - Kaunas CC (Каунас) Asta Vaičekonytė, Lina Janulevičiūtė, Gražina Eitutienė, Akvilė Rykove, тренер: Konstantin Rykov                                      | Paulauskaitės komanda (Вильнюс) Виргиния Паулаускайте, Ольга Двоеглазова, Рута Блажене, Dovilė Aukštuolytė                                                                                        | Valatkienės - Slydis (Каунас) Gaiva Valatkienė, Rasa Veronika Jasaitienė, Jolanta Šulinskienė, Eglė Čepulytė                                                     |
| 2020 | Рига 11—14 марта       | чемпионат остановлен после 1-го круга группового этапа из-за пандемии COVID-19                                                                                          | чемпионат остановлен после 1-го круга группового этапа из-за пандемии COVID-19 | чемпионат остановлен после 1-го круга группового этапа из-за пандемии COVID-19                                                                                   |
| 2021 | Электренай 8—11 апреля | Vord (Вильнюс) Виргиния Паулаускайте, Ольга Двоеглазова, Dovilė Aukštuolytė, Рута Блажене, запасной: Юстина Залецкене                                                   | Kaunas Curling Club (Каунас) Asta Vaičekonytė, Lina Janulevičiūtė, Gražina Eitutienė, Aistė Krasauskaitė, запасной: Nika Shilova, тренер: Ансис Регжа                                             | Slydis (Каунас) Gaiva Valatkienė, Rasa Veronika Jasaitienė, Jolanta Šulinskienė, Eglė Čepulytė, тренер: Арнис Вейдеманис                                         |
| 2022 | Каунас 6—9 мая         | Vord (Вильнюс) Виргиния Паулаускайте, Ольга Двоеглазова, Dovilė Aukštuolytė, Рута Блажене, запасной: Юстина Залецкене                                                   | Kaunas Curling Club (Каунас) Lina Janulevičiūtė, Gražina Eitutienė, Džeralda Mačiliūnienė, Aistė Krasauskaitė, запасной: Asta Vaičekonytė                                                         | Team Rykovė Akvilė Rykovė, Mintautė Jurkutė, Anna Gololobova, Rasa Abelytė                                                                                       |
| 2023 | ??? 18—21 мая          | V. Paulauskaitės komanda Виргиния Паулаускайте, Ольга Двоеглазова, Рута Блажене, Юстина Залецкене, запасной: Dovilė Aukštuolytė                                         | A. Rykovės komanda Akvilė Rykovė, Mintautė Jurkutė, Anna Gololobova, Rasa Abelytė, запасной: Jelena Jefimova, тренер: Konstantin Rykov                                                            | A. Vaičekonytės komanda Asta Vaičekonytė, Lina Janulevičiūtė, Džeralda Mačiliūnienė, Aistė Krasauskaitė, запасной: Urtė Venslavičiūtė, тренер: Gražina Eitutienė |
| 2024 | ??? 23—26 мая          | V. Paulauskaitės komanda Виргиния Паулаускайте, Ольга Двоеглазова, Рута Блажене, Юстина Залецкене, запасной: Dovilė Aukštuolytė                                         | M.Kiudytės komanda Мигле Кюдите, Nika Shilova, Urtė Venslavičiūtė, Meda Kiudytė, запасной: Vaiva Krasauskaitė, тренер: Asta Vaičekonytė                                                           | G.Valatkienės komanda Rasa Veronika Jasaitienė, Gaiva Valatkienė, Jolanta Šulinskienė, Eglė Čepulytė                                                             |